# Los Angeles Tennis Center

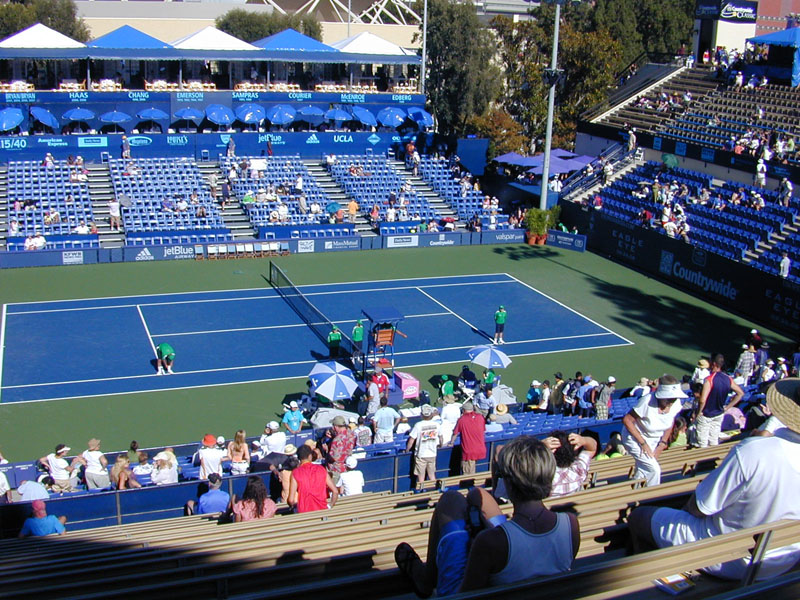
Een van de banen van het Los Angeles Tennis Center

Het Los Angeles Tennis Center is een tenniscomplex op het terrein van de UCLA in het westen van de Amerikaanse stad Los Angeles. Het complex werd naar aanleiding van de Olympische Spelen in 1984 gebouwd en op 20 mei dat jaar geopend. Vervolgens werd het in gebruik genomen door de tennisteams van de UCLA Bruins: in 1985 door de mannen en in 1997 ook door de vrouwen. In 1984, 1987 en 1988 vonden de NCAA Women's Tennis Championships in het Los Angeles Tennis Center plaats en in 1987 eveneens de NCAA Men's Tennis Championships. Van 1984 tot en met 2012 was het complex de speellocatie van het ATP-toernooi van Los Angeles en in 1997 werden de eerste wereldkampioenschappen beachvolleybal in het Los Angeles Tennis Center gehouden. Het complex beschikt over acht hardcourtbanen in de open lucht en biedt plaats aan 10 duizend toeschouwers, waarvan 5.800 rondom de hoofdbaan.